# Nogentel
Nogentel è un comune francese di 1 108 abitanti situato nel dipartimento dell'Aisne della regione dell'Alta Francia.

## Storia

### Simboli
Lo stemma comunale si ispira a quello di Salomon de la Motte, signore del luogo verso il 1660, che era di rosso, al leone d'oro, sormontato in capo a destra da una stella dello stesso.

## Società

### Evoluzione demografica
Abitanti censiti